# جوني أسادوما
جوني أسادوما (بالإندونيسية: Johanis Asadoma) (مواليد 8 يناير 1966) هو ملاكم إندونيسي، مثّل بلاده في الألعاب الأولمبية الصيفية 1984.

## روابط خارجية
جوني أسادوما على موقع أوليمبيديا (الإنجليزية)